# Den ryska kyrkliga straffexpeditionen till Athos

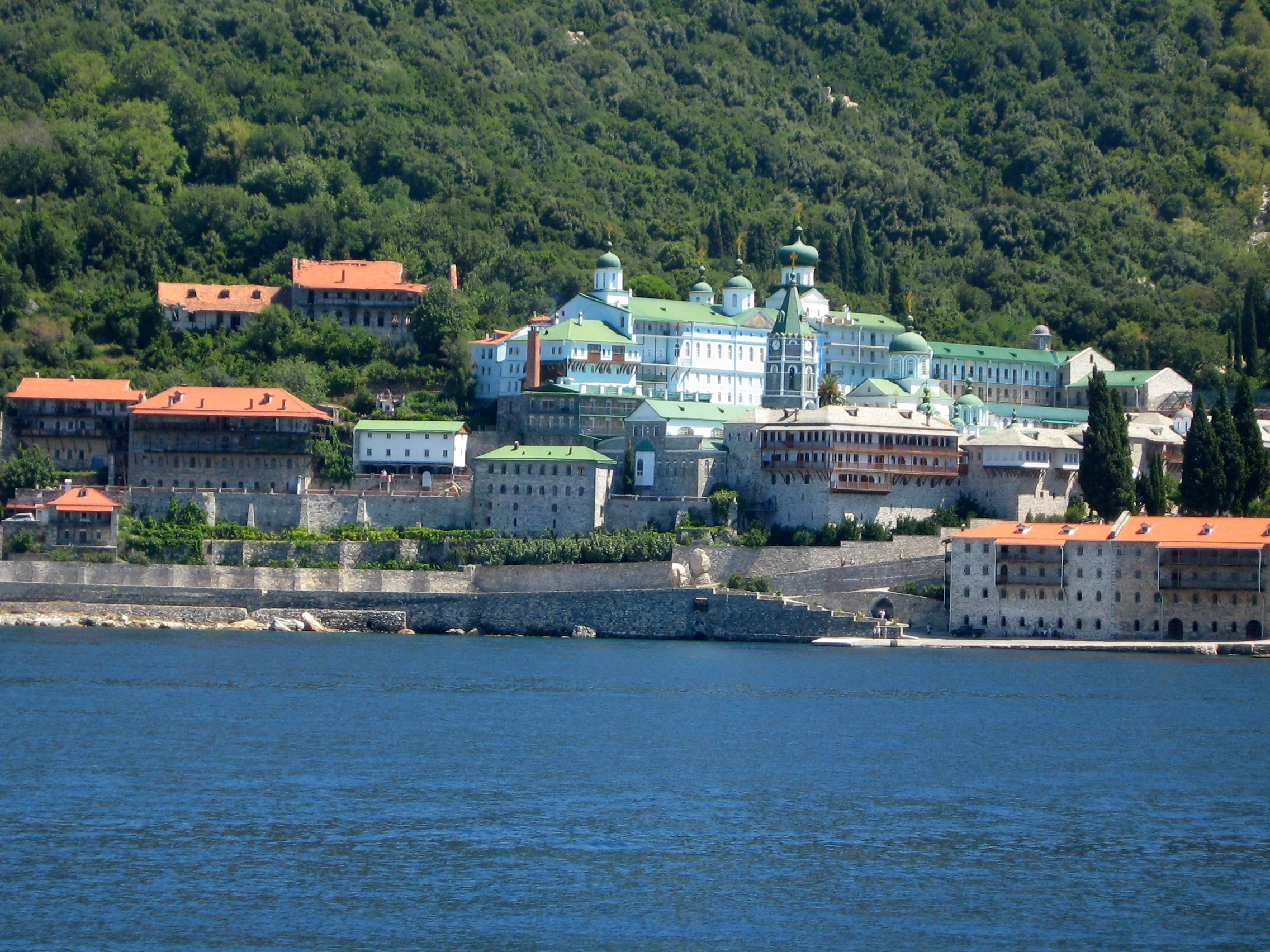
Sankt Panteleimonklostret

Den ryska kyrkliga straffexpeditionen till Athos är en episod i Grekland sommaren 1913.
Inom den ryska ortodoxa kyrkan hade omkring 1910 en teologisk strid blossat upp, vilken gällde naturen av Guds ord. Den hade sitt ursprung i boken Från Kaukasus berg av munken Ilarion, vilken hade publicerats i Moskva 1907 och då utan problem passerat den religiösa censuren. Boken publicerades också i en ny upplaga 1912. Boken fick en stor läsekrets bland de ryska munkarna i Sankt Panteleimonklostret och i andra kloster i munkrepubliken Athos i Grekland, av vilka många blev anhängare av Ilarions teser om heligheten i orden på Gud och Jesus, namnförhärligarna.
Denna teologiska strömning i frågan om Guds namns natur väckte dock motstånd inom det kyrkliga etablissemanget i Ryssland. Athos är en självstyrande statsbildning inom Grekland, men Ryssland hade en viss jurisdiktion över Sankt Panteleimonklostret. Konflikten ledde till den ryske tsaren i maj 1913 organiserade en flottstyrka med kanonbåten Donets och transportfartygen Tsar och Kherson sändes till Athos. Ombord var den ryske ärkebiskopen Nikon av Vologda med uppgift att tala nu styrande gruppen munkar på namnförhärligndesidan på Sankt Panteleimonklostret tillrätta. Sedan detta misslyckades efter långdragna förhandlingar, gick den medföljande truppen marinsoldater till angrepp den 31 juli med vattenkanoner och i handgemäng. Det är oklart om några munkar dödades, men ett fyrtiotal fångar bedömdes för allvarligt skadade för att tas i fängsligt förvar och transporteras till Ryssland. Fler än 800 munkar fördes till Odessa, där 40 munkar dömdes till fängelse, åtta frikändes och sändes tillbaka till Athos och de övriga fråntogs sin ställning som munkar och deporterades till olika delar av det ryska imperiet.